# 呉屋開斗
呉屋 開斗（ごや かいと、1997年9月30日 - ）は、兵庫県伊丹市出身の元プロ野球選手（投手）。左投左打。プロでは育成選手であった。

## 経歴
高校は青森県の八戸学院光星に進学し、2年秋からベンチ入り。東北大会では背番号20。投手陣の一角として秋季東北大会優勝に貢献。続く明治神宮野球大会での登板はなかった。甲子園メンバー入りとともに背番号18となる。2014年選抜大会初戦の横浜高等学校戦で先発登板し、勝利に貢献。続く龍谷大平安戦は登板がなくチームも敗戦。同年夏の青森大会では背番号11でベンチ入り。春夏連続出場に貢献。夏の甲子園では準々決勝の敦賀気比高等学校戦で先発するも打ち込まれ途中KO。チームも敗戦。同年秋の青森大会、東北大会もベンチ入りし、チームの3季連続甲子園出場に貢献。2015年選抜大会では2回戦の大阪桐蔭高等学校戦で二番手として登板するも1アウトも取れずに降板。チームも敗戦。同年夏の青森大会では怪我の影響もあり、自身の登板はわずか1試合のみに終わった。チームも決勝戦の青森県立三沢商業高等学校戦に敗れ4季連続甲子園出場を逃す。2015年のドラフト会議にて中日ドラゴンズから育成5巡目指名で入団。
しかしながら、公式戦の登板はなく自ら退団を申し出てわずか1年で現役引退を表明。理由は同期入団の小笠原慎之介が一軍でプレーしている姿を見て自分が同じ場所で投げることが想像できなかったとしている。10月31日、自由契約公示された。
本来、力をつけてからプロを目指そうと大学進学を考えていたが、光星野球部監督の勧めでプロ志望届を提出。指名されるとは思っておらず、ドラフト会議当日は学食で食事をしており、ジャージから制服に着替えるように言われ、指名を受けたことに仰天した。自身は指名を拒否しようと考えていたが、周囲に迷惑をかけるわけにはいかず、入団を決めた。練習では技術が明らかに劣っていると感じ、入団の経緯からもメンタルが揺らいだ。プロ野球界には幼少期から憧れていたものの、あまりにも華やかな世界ながら、成功する人間は一握りな現実に将来が不安になり、自らの意思と向き合った結果、退団を決意。2016年夏に自ら球団社長に電話をかけ退団の意思を伝えた。通常なら3年は戦力外通告されることがない中で1年での退団は異例であり、事後報告であった親、光星野球部監督、担当スカウトから激怒されたという。
契約終了翌月、2017年1月に知人の紹介でDr.ストレッチを運営するフュービックに入社。元野球選手の経験を活かすことができ、発展途上国の子どもたちを対象としたスポーツ支援事業「野球キャラバン」の展開が入社理由だった。順調にキャリアを重ね、2019年にDr.スナモ南砂町店、2020年7月には新規開店したDr.stretch神田店、その後も系列店である、wecle相模大野店、wecle浦和店などの店長を歴任。2023年現在はwecleのSV（スーパーバイザー）を務める。

## 選手としての特徴・人物
持ち味は切れの良い138kmの直球とスライダー。

## 詳細情報

### 年度別投手成績
- 一軍公式戦出場なし

### 背番号
- 210 （2016年）